# Břežany (Lešany)
Břežany (německy Breschan) je vesnice, část obce Lešany v okrese Benešov. Nachází se asi 1 km na jihovýchod od Lešan. V roce 2009 zde bylo evidováno 175 adres.
Břežany leží v katastrálním území Břežany u Lešan o rozloze 4,93 km².

## Historie
První písemná zmínka o vesnici pochází z roku 1414.
Za druhé světové války se ves stala součástí vojenského cvičiště Zbraní SS Benešov a její obyvatelé se museli vystěhovat 15. září 1942 s výjimkou osady Vensov, která byla vystěhována o měsíc později.

## Další fotografie

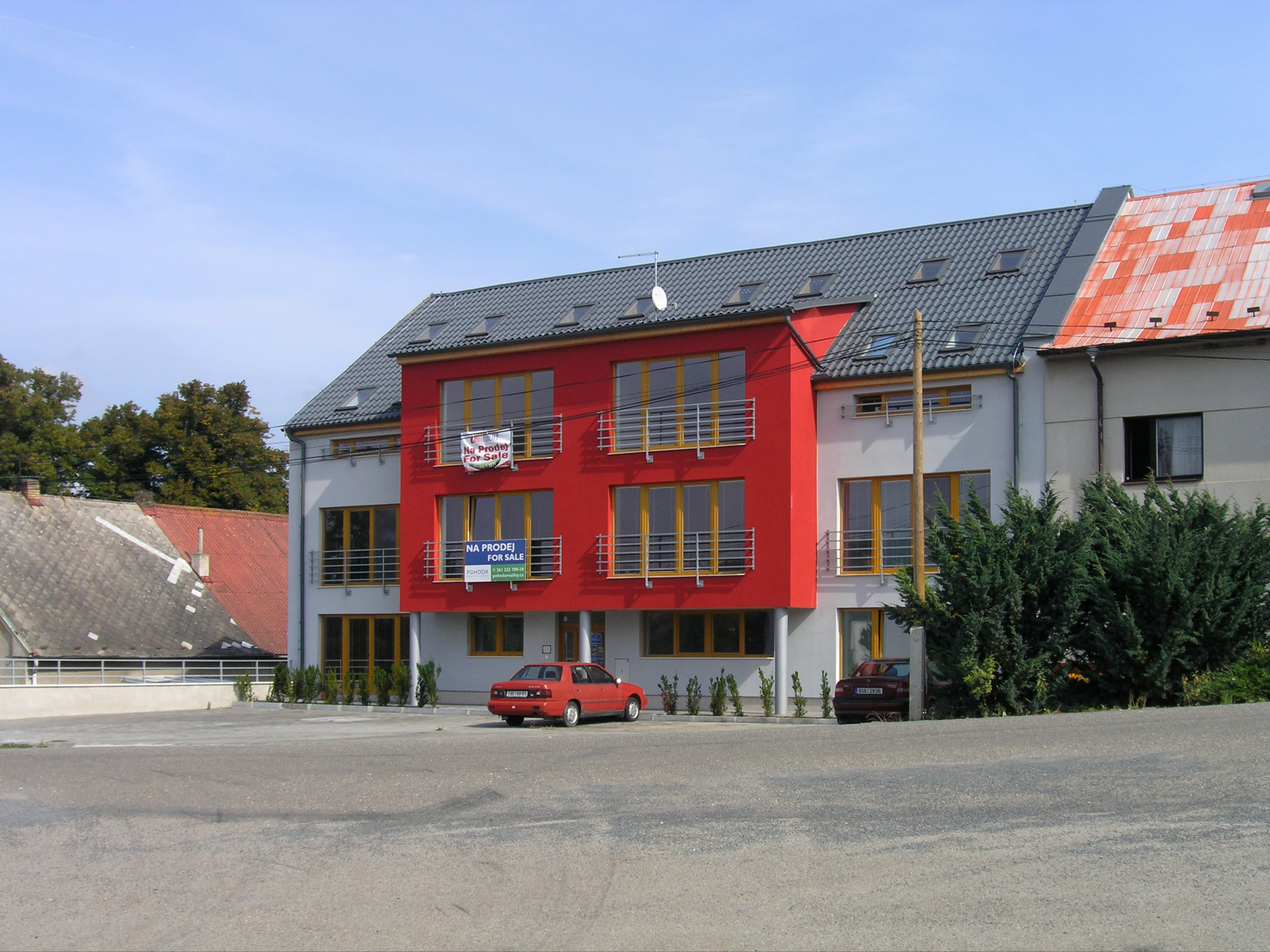
Nová výstavba na návsi
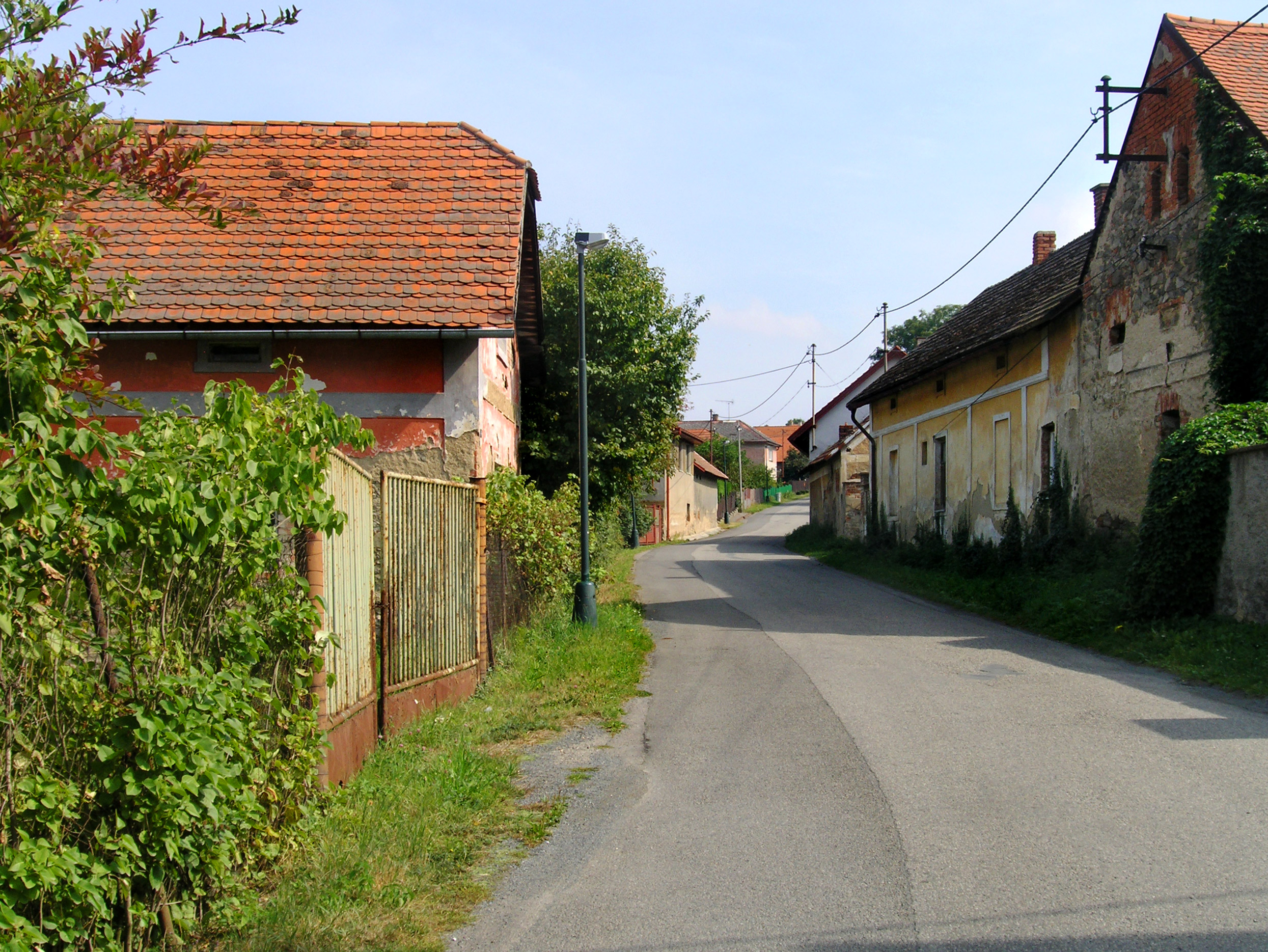
Silnice směrem k Týnci nad Sázavou
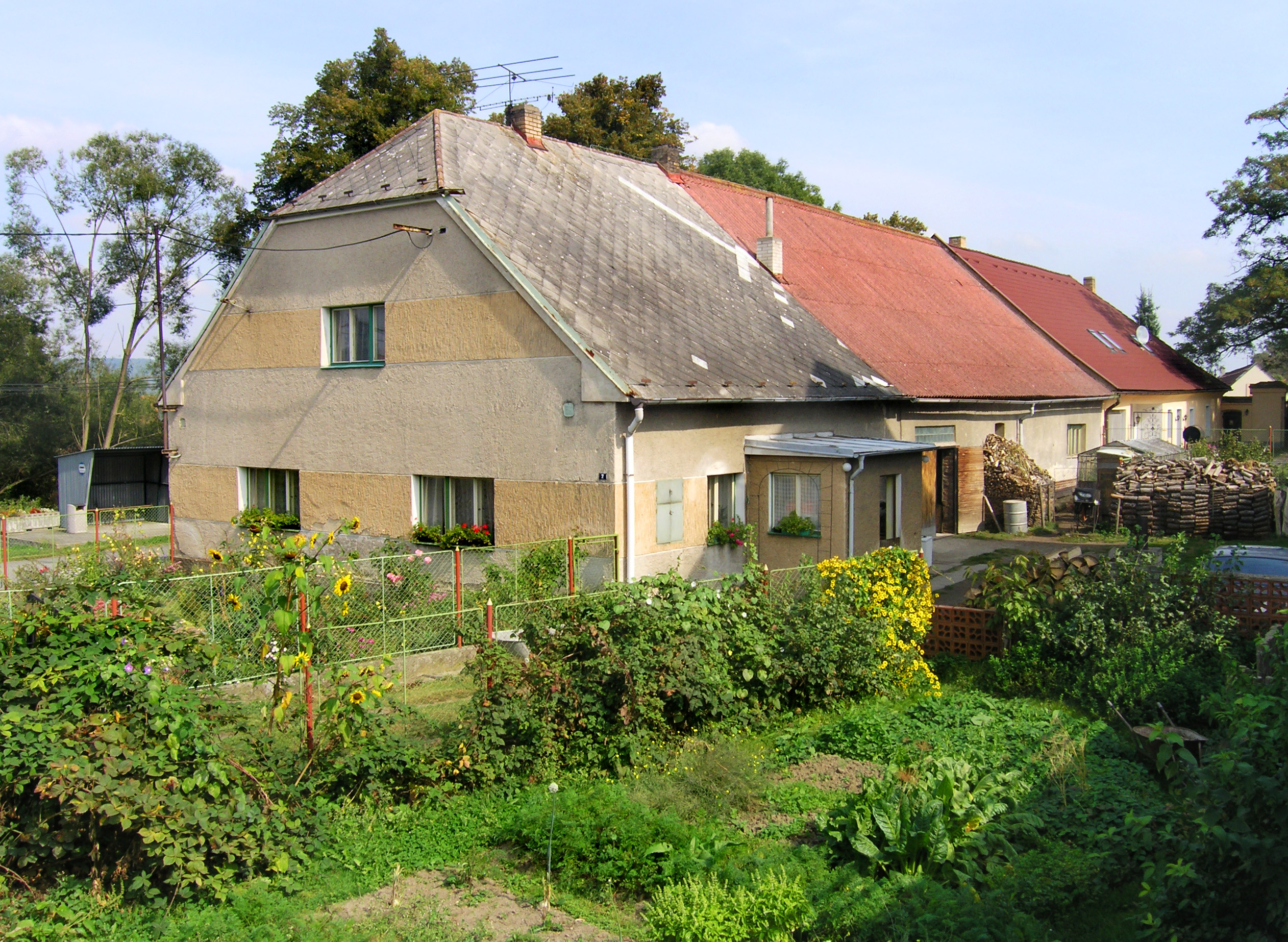
Domek čp. 2 u návsi